# Chorisquilla hystrix
Chorisquilla hystrix is een bidsprinkhaankreeftensoort uit de familie van de Protosquillidae. De wetenschappelijke naam van de soort is voor het eerst geldig gepubliceerd in 1899 door Nobili.